# 新海竹蔵
新海 竹蔵（しんかい たけぞう、1897年（明治30年）6月12日 - 1968年（昭和43年）6月13日）は、日本の彫刻家である。

## 経歴・人物
新海竹太郎の甥として山形県山形市に生まれる。家系は仏師であり、竹蔵の曾祖父母は同業に従事していた。1912年（大正元年）に上京し、その後は伯父の竹次郎から塑像を学び、1915年（大正4年）に自身の作品が第9回文展に初入選される。後には多くの作品が文展および帝展に出品され、1924年（大正13年）には自身の作品が再興された院展にも出品された。これによって翌1925年（大正14年）には日本美術院の院友となり、1927年（昭和2年）には日本美術院の同人に推薦され院展彫塑部に所属する。
第二次世界大戦後は日本の伝統素材である乾漆を用いた塑像に専念し、多くの作品が佳作として出品され1954年（昭和29年）には記念すべき第1回現代美術展に出品された。また1952年（昭和27年）より東京教育大学（現在の筑波大学）の講師としても活動し、1961年（昭和36年）には院展彫塑部の解散に伴い、山本豊市や千野茂、桜井祐一らと共に彫刻家集団S.A.Sの結成に携わる。なおこの団体は1964年（昭和39年）に国画会と合流したため、後に同会の会員となり彫刻部の再興にも携わった。

## 受賞歴
- 第5回芸術選奨文部大臣賞（1954年）

## 主な作品
- 『母子』- この作品で1915年（大正4年）に開催された第9回文展に初入選[1][2]。
- 『姉妹』- この作品で1924年（大正13年）に開催された第11回院展に入選[2][3]。
- 『少年』- この作品で1954年（昭和29年）に開催された第1回現代美術展に出品され[3]、芸術選奨文部大臣賞受賞[2]。
- 『岡倉天心銅像』- 1942年（昭和17年）に茨城県五浦にて制作[2]。
- 『少年トルソー』
- 『在田翁試作』
- 『三味線試作』
- 『二つのトルソー』